# メディアランド
メディアランドとは、東京・秋葉原に店舗を構えいたゲームソフトの専門店、通販サイト、およびそれらを運営していた株式会社メディアランド。2013年に同業大手のゲオに買収された。

## 概要
旧運営会社の株式会社メディアランドの設立は1996年5月8日。かつての店名はゼット。
2013年7月1日付で同業大手のゲオに2700万円で買収され、店舗・通販サイトの運営が同社に移行。買収後もしばらくは店名はメディアランドのまま維持され、予約特典等のサービスもメディアランド独自のまま継続していた。店名は買収後しばらくして「ゲオメディアランド（ゲオメディアランド秋葉原店）」に変更している。
2014年7月19日に改装、ゲオアキバ店に店名を変更。メディアランドの通販サイトも同年8月31日をもって閉店した。2016年2月22日携帯電話専門店ゲオモバイルアキバ店にリニューアル。